# Macaulay Culkin
Macaulay Macaulay Culkin Culkin, ursprungligen Macaulay Carson Culkin, född 26 augusti 1980 i New York, är en amerikansk skådespelare. Han är kanske främst känd från sina insatser som barnskådespelare i filmerna Ensam hemma och Ensam hemma 2 - vilse i New York. Efter en rad framgångsrika filmer drog han sig tillbaka 1994 men gjorde comeback 2003 i filmen Party Monster.
År 2006 debuterade Culkin som författare med den delvis självbiografiska boken Junior. Sedan 2013 har han varit med i rockbandet The Pizza Underground som huvudsakligen parodierar The Velvet Underground-låtar och deras texter handlar om pizza. I bandet är Culkin verksam som sångare och spelar även kazoo och slagverk. 
Culkin är son till Kit Culkin och Patricia Brentrup och har fem syskon, Shane (född 1976), Kieran (född 1982), Quinn (född 1984), Christian (född 1987) och Rory (född 1989). Han hade även en till syster som hette  Dakota (1979–2008).
2018 startade han sin egen hemsida, Bunny Ears, som innehåller en blogg och även en butik där man bland annat kan köpa kläder och parfymer. År 2018 höll han en omröstning bland sina fans på sin webbplats om att byta mellannamn. Vann gjorde förslaget "Macaulay Culkin" vilket medförde att han år 2019 bytte namn till Macaulay Macaulay Culkin Culkin.

## Privatliv
Culkin hade ett förhållande med skådespelerskan Mila Kunis mellan 2002 och 2010. Sedan 2017 har han ett förhållande med skådespelaren Brenda Song. Tillsammans har paret två barn födda 2021 respektive 2022. 

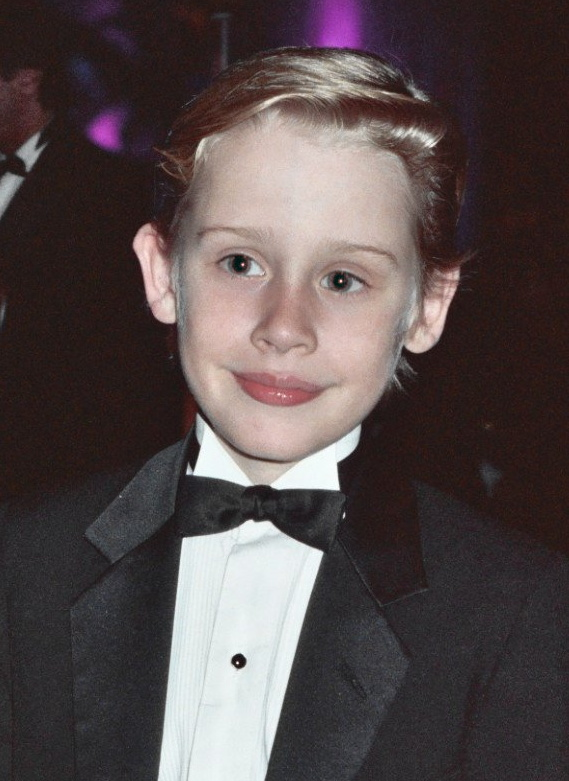
Macaulay Culkin vid Emmygalan 1991.

## Filmografi
| År        | Film                                                          | Roll                                                       | Notering |
| --------- | ------------------------------------------------------------- | ---------------------------------------------------------- | --- |
| 1985      | The Midnight Hour                                             | Halloween Kid                                              | |
| 1988      | The Equalizer                                                 | Paul Gephardt                                              | (1 avsnitt) |
| 1988      | Rocket Gibraltar                                              | Cy Blue Black                                              | |
| 1989      | See You in the Morning                                        | Billy Livingstone                                          | |
| 1989      | Uncle Buck                                                    | Miles Russell                                              | |
| 1990      | Jacobs inferno                                                | Gabe Singer                                                | |
| 1990      | Ensam hemma                                                   | Kevin McCallister                                          | American Comedy Award for Funniest Actor in a Motion Picture, Young Artist Award for Best Young Actor Starring in a Motion Picture |
| 1991      | Wish Kid                                                      | Nicholas McClary                                           | (röst) |
| 1991      | Mammas gosse                                                  | Billy Muldoon                                              | |
| 1991      | Min tjej                                                      | Thomas J. Sennett                                          | MTV Movie Award for Best Kiss tillsammans med Anna Chlumsky                                                                        |
| 1992      | Ensam hemma 2 - vilse i New York                              | Kevin McCallister                                          | |
| 1993      | Dangerous - The Short Films                                   | Himself                                                    | |
| 1993      | Ondskans ansikte                                              | Henry Evans                                                | |
| 1993      | Nötknäpparen                                                  | Drosselmeyers brorson / Nötknäpparen / Prinsen             | |
| 1994      | Nu är vi kvitt, farsan!                                       | Timmy Gleason                                              | |
| 1994      | Pagemaster - den magiska resan                                | Richard Tyler                                              | |
| 1994      | Frasier                                                       | Elliot                                                     | (röst) (1 avsnitt) |
| 1994      | Richie Rich                                                   | Richie Rich                                                | |
| 2000      | Madame Melville                                               | Carl                                                       | |
| 2003      | Party Monster                                                 | Michael Alig                                               | |
| 2003      | Will & Grace                                                  | Jason "J.T." Towne                                         | 1 avsnitt |
| 2004      | Foster Hall                                                   | Clark Hall                                                 | |
| 2004      | Saved!                                                        | Roland                                                     | |
| 2004      | Jerusalemski Sindrom                                          |                                                            | |
| 2005–2010 | Robot Chicken                                                 | Bastian Bux (röst)/ Kevin McCallister / Billy / Kid (röst) | 5 avsnitt |
| 2007      | Sex and Breakfast                                             | James Fitz                                                 | |
| 2009      | Kings                                                         | Andrew Cross                                               | TV-serie |
| 2011      | The Wrong Ferarri, A Screwball Tragedy - A Film by Adam Green | Olika                                                      | Filmad med Iphone |
| 2018      | Angry Video Game Nerd                                         | Pizza Boy (som sig själv)                                  | Internetserie, avsnitt "Home Alone Games with Macaulay Culkin"                                                                     |
| 2019      | Changeland                                                    | Ian                                                        | |